# Марков (хутор)
Марков — хутор в Азовском районе Ростовской области. Входит в состав Отрадовского сельского поселения.

## География
Расположен в 55 км (по дорогам) южнее районного центра — города Азова. Хутор находится на левом берегу реки Мокрая Чубурка.
На хуторе имеются улица Лесная и переулок Заветный.

## Население
| 1989 | 2002 | 2010 |
| ---- | ---- | ---- |
| 112  | ↗114 | ↘95  |